# 위연청년역
위연청년역(渭淵靑年驛)은 조선민주주의인민공화국 량강도 혜산시 위연동에 위치해 있는 백두산청년선과 삼지연선의 철도역이다. 삼지연시에 위치한 삼지연못가역까지 연결되는 삼지연선이 이 역에서 백두산청년선과 분기된다.
위연청년역은 탈북자들이 혜산시 쪽 접경 지대를 이용한 탈북 시도 시 주로 이용하는 역으로도 알려져 있는데, 혜산청년역의 단속이 삼엄하여 전 역인 위연청년역이나 검산리역을 이용하는 경우가 많다.